# Boidinia
Boidinia é um gênero de cogumelos da família Russulaceae, cuja espécie-tipo é Boidinia furfuracea. O gênero foi descrito pela primeira vez em 1982.